# Warren Zaïre-Emery
Warren Zaïre-Emery (* 8. března 2006 Montreuil) je francouzský profesionální fotbalista, který hraje na pozici středního či defensivního záložníka za francouzský klub Paris Saint-Germain FC.

## Klubová kariéra
Warren Zaïre-Emery se narodil v Montreuil a vyrůstal v Île-de-France.
Zaïre-Emeryho, který vynikal už v akademii FCM Aubervilliers, si rychle vyhlédl Paris Saint-Germain a mladý záložník podepsal v roce 2014 s klubem z hlavního města mládežnický kontrakt.
Zaïre-Emerymu bylo teprve 15 let, když jej trenér Mauricio Pochettino v roce 2021 povolal do A-týmu. 15. července 2022 podepsal Zaïre-Emery svou první profesionální smlouvu s PSG, a to na tři roky do 30. června 2025. S novým trenérem Christophem Galtierem Zaïre-Emery debutoval v přátelském utkání v červenci 2022.
Dne 6. srpna 2022 si Zaïre-Emery odbyl svůj soutežní debut v drese PSG, a to při výhře 5:0 na hřišti Clermontu. Teprve 16letý záložník se tak stal historicky nejmladším hráčem úřadujícího francouzského šampiona. 25. října Zaïre-Emery debutoval v Lize mistrů jako náhradník při domácím vítězství 7:2 nad Makabi Haifa. Stal se tak nejmladším hráčem PSG, který nastoupil do utkání Ligy mistrů, a prvním hráčem narozeným v roce 2006, který nastoupil v této soutěži. 7. ledna 2023 se Zaïre-Emery poprvé objevil v základní sestavě PSG, a to při vítězství 3:1 v Coupe de France na hřišti Châteauroux. 1. února vstřelil svůj vůbec první gól v kariéře, a to, když se prosadil v utkání proti Montpellieru (výhra 3:1); překonal tak další rekord a stal se nejmladším střelcem v historii PSG, když mu bylo 16 let a 330 dní.

## Statistiky
K 11. únoru 2023
| Klub                | Sezóna  | Liga    | Liga   | Liga | Coupe de France | Coupe de France | Evropské poháry | Evropské poháry | Celkem | Celkem |
| Klub                | Sezóna  | Liga    | Zápasy | Góly | Zápasy          | Góly            | Zápasy          | Góly            | Zápasy | Góly   |
| ------------------- | ------- | ------- | ------ | ---- | --------------- | --------------- | --------------- | --------------- | ------ | ------ |
| Paris Saint-Germain | 2022/23 | Ligue 1 | 11     | 2    | 2               | 0               | 1               | 0               | 14     | 2      |
| Celkem              | Celkem  | Celkem  | 11     | 2    | 2               | 0               | 1               | 0               | 14     | 2      |

## Ocenění

### Klubové

#### Francie U17
- Mistrovství Evropy hráčů do 17 let: 2022[10]

### Individuální
- Nejlepší talent akademie Paris Saint-Germain: 2022[11]